# Сілліон
Сілліон (грец. Σίλλυον) — античне місто-держава (поліс), що знаходилася в історичній області Памфілія (зараз — іл Анталія, Республіка Туреччина). Місто існувало з VIII ст. до н. е. по XIII ст. н. е. Сілліон було розміщено на плато з крутими схилами, що забезпечувало його надійний захист. В античні та візантійські часи відоме як потужна фортеця (місто не зміг взяти Олександр Македонський, у візантійські часи місто витримало неодноразові облоги арабів та турків-сельджуків, залишаючись останнім форпостом імперії на території памфілійської рівнини). На сьогодні залишки стародавнього міста знаходяться приблизно за 34 кілометри на Схід від м. Анталія за 7 кілометрів від траси Анталія-Аланія.